# Bota de Oro 2021-22
La Bota de Oro 2021-2022 es un premio entregado por la European Sports Magazines al futbolista que logró la mejor puntuación luego de promediar los goles obtenidos en la temporada europea. La ganó el futbolista polaco Robert Lewandowski.

## Resultados
Actualizado al 22 de mayo de 2022
| #   | Jugador            | Club                  | Liga             | Goles | Minutos jugados | Factor | Puntos |
| --- | ------------------ | --------------------- | ---------------- | ----- | --------------- | ------ | ------ |
| 1.  | Robert Lewandowski | Bayern de Múnich      | Bundesliga       | 35    | 2952'           | 2      | 70     |
| 2.  | Kylian Mbappé      | Paris Saint-Germain   | Ligue 1          | 28    | 3032'           | 2      | 56     |
| 3.  | Ciro Immobile      | S.S. Lazio            | Serie A          | 27    | 2716'           | 2      | 54     |
| 4.  | Karim Benzema      | Real Madrid           | LaLiga Santander | 27    | 2603'           | 2      | 54     |
| 5.  | Wissam Ben Yedder  | A. S. Mónaco          | Ligue 1          | 25    | 2542'           | 2      | 50     |
| 6.  | Ohi Omoijuanfo     | Estrella Roja         | Superliga serbia | 33    | 2864'           | 1,5    | 49,5   |
| 7.  | Patrik Schick      | Bayer Leverkusen      | Bundesliga       | 24    | 2096'           | 2      | 48     |
| 8.  | Dušan Vlahović     | Fiorentina y Juventus | Serie A          | 24    | 2940'           | 2      | 48     |
| 9.  | Mohamed Salah      | Liverpool F.C.        | Premier League   | 23    | 2762'           | 2      | 46     |
| 10. | Son Heung-Min      | Tottenham             | Premier League   | 23    | 3022'           | 2      | 46     |